# Дамир Десница
Дамир Десница (Обровац, 20. децембар 1956) бивши је југословенски и хрватски фудбалер, репрезентативац Југославије.

## Клупска каријера
Десница је рођен у Обровцу. Основну школу за глувонему децу је похађао у Загребу од 1963. године, а потом се уписао у средњу школу за глувонеме у Ријеци, у коју је стигао 1971. године. Већи део фудбалске каријере провео је у Ријеци, одиграо је готово 300 званичних утакмица и освојио два Купа Југославије у том периоду. Од 1985. године, отишао је у иностранство и потписао за белгијски К.В. Кортрејк.
Десница се након пет година вратио у Задар. Након кратког боравка у НК Оријент, потписао је за НК Пазинка, а повукао се у 41 години након што је играо за нижеразредне клубове Халубјан, Клана и Лучки Радник.
Остала је упамћена друга утакмица другог кола Купа УЕФА, у сезони 1984/85, против Реал Мадрида (3:1, 0:3; укупно 3:4), 24. октобра 1984. Добио је црвени картон због наводног приговора судији у 74. минуту, што је чудно јер је глувонем од рођења.

## Репрезентација
За репрезентацију Југославије је одиграо једну утакмицу и постигао један гол. Наступио је у мечу квалификација за Европско првенство 25. октобра 1978. против Румуније, Југославија је изгубила са 3:2.

### Голови за репрезентацију Југославије
| #  | Датум             | Место    | Противник | Резултат | Такмичење                                 |
| -- | ----------------- | -------- | --------- | -------- | ----------------------------------------- |
| 1. | 25. октобар 1978. | Букурешт | Румунија  | 2 : 3    | Квалификације за Европско првенство 1980. |

## Успеси
- Ријека
  - Куп Југославије: 1978, 1979.
  - Балкански куп: 1978.